# Баскин, Илья Залманович
Илья́ За́лманович Ба́скин (англ. Elya Baskin; род. 11 августа 1950, Рига, Латвийская ССР, СССР) — советский и американский актёр.

## Биография
Родился в Риге, в еврейской семье Фриды и Залмана Баскиных. После окончания школы отправился учиться на актёра в Москву. В 1971 году окончил отделение разговорного жанра Московского эстрадно-циркового училища, работал в оркестре под управлением Утёсова, с 1972 — в Московском театре миниатюр. На фестивале в Московском театре комедии получил награду как лучший молодой актёр.
В СССР был известен по роли в телевизионном сериале «Большая перемена» (роль: рыжий и взъерошенный ученик, сидит за первой партой рядом с Авдотьиным).
В 1976 году эмигрировал из СССР в США, где продолжил свою карьеру актёра в Голливуде и на телевидении. Актёрская карьера в США сложилась не сразу — сначала Баскин трудился посудомойщиком в ресторане Лос-Анджелеса, затем стал страховым агентом и издавал русскоязычную газету для иммигрантов.1 апреля 1985 года стал гражданином Соединённых Штатов. С 1995 года женат на Марине Баскин, у них есть один ребёнок — дочь Мишель Баскин.
Снимался в таких фильмах, как «Москва на Гудзоне», «Самолёт президента», «2010», «Человек-паук 2», «Человек-паук 3: Враг в отражении», «Трансформеры 3: Тёмная сторона Луны».
Долгие годы дружил с Савелием Крамаровым, который в начале 1980-х годов эмигрировал из СССР и приехал в США по приглашению Баскина. Баскин был также дружен с Робином Уильямсом, их отношения сложились в процессе совместной работы над фильмом «Москва на Гудзоне».

## Фильмография
СССР
- 1971 — Телеграмма — учитель (нет в титрах)
- 1972 — Большая перемена — рыжий взъерошенный ученик
- 1973 — Ни слова о футболе — учитель пения
- 1974 — Три дня в Москве — прохожий (спрашивает Федотова про туалет)

США
- 1977 — Величайший любовник в мире / The World’s Greatest Lover — шейх на коне
- 1979 — Будучи там / Being There — Карпатов
- 1979 — Бутч и Сандэнс: Ранние дни / Butch and Sundance: The Early Days — бухгалтер
- 1980 — Поднять «Титаник» / Raise the Titanic — Марганин, помощник советского посла
- 1984 — Москва на Гудзоне / Moscow on the Hudson — Анатолий Черкасов
- 1984 — Masquerade (телесериал 1983—1984) — Клерк (сезон 1, эпизод 13)
- 1984 — Космическая одиссея 2010 / 2010: The Odyssey Continues — Максим Брайловский, советский космонавт
- 1985 — Embassy — Алекс Серов
- 1986 — Военная академия / Combat High (Combat Academy) — русский переводчик
- 1986 — Улицы из золота / Streets of Gold — Kлебанов
- 1986 — Comedy Factory (телесериал) — Саша Жуков
- 1986 — My Town — Словак
- 1986 — Узник совести
- 1986 — Имя розы / The Name of the Rose / Le Nom De La Rose (Франция, Италия, ФРГ) — Северин
- 1986, 1987 — Макгайвер / MacGyver (телесериал 1985—1992) (США, Канада) — Юрий Деметрий, перебежчик
- 1987 — Мягкое прикосновение
- 1987 — CBS Summer Playhouse (телесериал 1987—1989) серия «Sawdust» — Серж
- 1987 — Сент-Элсвер / St. Elsewhere (телесериал 1982—1988) — доктор Пелтрович (Dr. Peltrovich) в 2 сериях
- 1988 — Всё наоборот / Vice Versa — профессор Киршнер
- 1988 — Зитс / Zits — Владимир Тимошенко, советский дипломат
- 1989 — Враги. История любви / Enemies: A Love Story — Яша Кобик
- 1989 — Ломтики жизни
- 1989 — Розанна / Roseanne (телесериал 1988—1997) (1 сезон, 18 серия) — иностранец
- 1989 — Глубоководная звезда «шесть» / DeepStar Six — Бурциага
- 1989—1990 — Надёжный / True Blue (телесериал 1989—1990) — Юрий
- 1990 — Room for Romance (телесериал 1990) — Юрий Брусов
- 1991 — Северная сторона / Northern Exposure (сериал 1990—1995) (2 сезон серия 6: «Война и мир») — Николай
- 1992 — Квантовый скачок / Quantum Leap (телесериал 1989—1993) — майор КГБ Юрий Носенко
- 1993 — Огурец / The Pickle — русский шофёр
- 1993, 1996 — Крутой Уокер / Уокер, техасский рейнджер / Walker, Texas Ranger (телесериал 1991—2001) — Миша / капрал Юрий Петровский
- 1994 — Любовная история (Любовная афера, Любовный роман) / Love Affair — капитан судна
- 1995 — The Larry Sanders Show — Николай
- 1995 — Sisters (телесериал) — доктор Фрейд
- 1995 — VR.5 (телесериал) — доктор Золофт
- 1995 — Coach (телесериал) — полисмен
- 1996 — Эллен / Ellen (телесериал 1994—1998) серия «Horschak’s Law» — Сергей
- 1996 — Лесной воин — Бастер
- 1996 — Неистребимый шпион — профессор Укринский
- 1997 — Остин Пауэрс: Международный человек-загадка — Борщевский, русский генерал
- 1997 — Самолёт президента — Андрей Колчак, казахский террорист
- 1997 — Она написала убийство: South by Southwest — Борис
- 1997 — Mad About You (телесериал) — Владимир
- 1998 — Alright Already, серия «Again with the White House» — Юрий
- 1998 — Something So Right (телесериал) — Юрий
- 1999 — Октябрьское небо — Айк Буковский
- 1999 — Красный беглец (Рыжий бегун) / Running Red — Стрелкин, русский спецназовец
- 1999 — Felicity, серия Friends — Бела
- 1999—2000 — Becker (телесериал) — Алексей
- 2000 — Тринадцать дней — Анатолий Добрынин, посол СССР
- 2000 — Runaway Virus — отец Вадим
- 2000 — Early Edition (телесериал) серия «Blind Faith» — Вадим
- 2001—2001 — The Agency (телесериал) — Боровинский
- 2001 — The Invisible Man, серия «The Three Phases of Claire» — Дмитрий Евченко
- 2001 — Сердцеедки — официант в русском ресторане
- 2004 — 50 способов бросить вашего любовника — доктор Степняк
- 2004 — Человек-паук 2 — мистер Диткович
- 2005 — Alias, серия Nightingale — доктор Иосиф Влашко
- 2005 — Confessions of a Pit Fighter — Ник
- 2005 — Ищейка, серия «The Big Picture» (2005) — священник
- 2005 — Wheelmen — Владимир
- 2005 — Шпионка — д-р Иосиф Влачко
- 2005 — Западное крыло, серия «The Wake Up Call» — Зубатов
- 2006 — Цвет креста — Каифа
- 2006 — «Старший сын» — Дядя Федя
- 2007 — Человек-паук 3: Враг в отражении — мистер Диткович
- 2007 — На пути к сердцу — Майкл Рапапорт
- 2007 — Say It in Russian — Виктор
- 2007 — The Dukes — Mерф
- 2007 — Мыслить как преступник-2, серия «Honor Among Thieves» — Арсений Лисовский
- 2008 — Герои — Иван Спектор
- 2009 — Ангелы и демоны — кардинал Петров
- 2010 — Across the Line: The Exodus of Charlie Wright — Летвинко
- 2010 — Детектив Раш, серия «Flashover» — доктор Горан Петрович
- 2011 — Трансформеры 3: Тёмная сторона Луны — космонавт Дмитрий
- 2012—2013 — Риццоли и Айлс (телесериал), эпизоды «Crazy for You», «Killer in High Heels» — доктор Владимир Папов
- 2014 — Касл (сериал) — Сергей Ветошкин
- 2015 — Рой — Юрий Егоров
- 2016 — «МакГайвер» / MacGyver (сериал) — Александр Орлов, советский учёный-перебежчик
- 2017 — «Мадам госсекретарь» (сериал) — Дито Пиросмани
- 2018 — 2020 — Родина — Виктор Макаров, посол России в США
- 2021 — Медики Чикаго (сериал) — эпизод «I Will Come to Save You» — доктор Миша Ленков[3]
- 2021 — "Американская мечта" / American dream — отец Никиты Новенченко

Россия
- 2001 — Убойная сила 2 — Макаров, шеф русской мафии
- 2008 — Улыбка Бога, или Чисто одесская история — адвокат